# Копычинский городской совет
Копычинский городской совет (укр. Копичинська міська рада) — входит в состав
Гусятинского района
Тернопольской области
Украины.
Административный центр городского совета находится в 
г. Копычинцы.

## Населённые пункты совета
- г. Копычинцы